# CoMa
För andra betydelser, se Coma.
CoMa är en roman av Annika Lidne. Titeln syftar på Copenhagen-Malmo som i boken är sammanslagen till en enda storstadsregion.